# Runer
El Runer és un riu pirinenc afluent del Valira per l'esquerra, que fa de límit natural entre Andorra i l'Alt Urgell.

## Història
L'1 d'agost de 2008 unes intenses pluges provocaren una riuada que acabà amb el desbordament del riu Runer. Les conseqüències foren el tancament de la duana Andorrana i talls al terme de Sant Julià de Lòria. Els punts més danyats foren l'edifici de la duana de la policia andorrana i la gossera d'Andorra. L'esllavissada fou tal que l'edifici de la duana tingué danys estructurals.
Una setmana després de l'esllavissada apareixeren a la Seu d'Urgell tres bidons que s'endugué l'aiguat de la duana. Els contenidors contenien productes químics que s'usen per a colorar el gasoil. En total es van perdre 150 contenidors que després foren recuperats perquè no afectessin al riu.